# Mairie de Clichy (Métro Paris)
Mairie de Clichy ist eine unterirdische Station der Pariser Métro. Sie befindet sich unterhalb der Rue Martre im Pariser Vorort Clichy und wird von der Métrolinie 13 bedient.
Die Station wurde am 3. Mai 1980 in Betrieb genommen, als der Abschnitt der Linie 13 von der Station Porte de Clichy bis zur Station Gabriel Péri eröffnet wurde. Die Station liegt am nordwestlichen Ast der Linie 13. Voraussichtlich 2017 soll die Linie 14 den Nordwestast der Linie 13 übernehmen.